# Pappardelle
Pappardelle (z toskańskiego pappare lub z prowansalskiego papard) to rodzaj makaronu jajecznego podobnego do tagliatelle, ale o znacznie większej szerokości. Czasem uważany za rodzaj lasagne.
Podczas gdy tagliatelle są formą makaronu pochodzącą z tradycji Emilii-Romanii to pappardelle należą do typowej tradycji toskańskiej.

## Cechy i zastosowanie

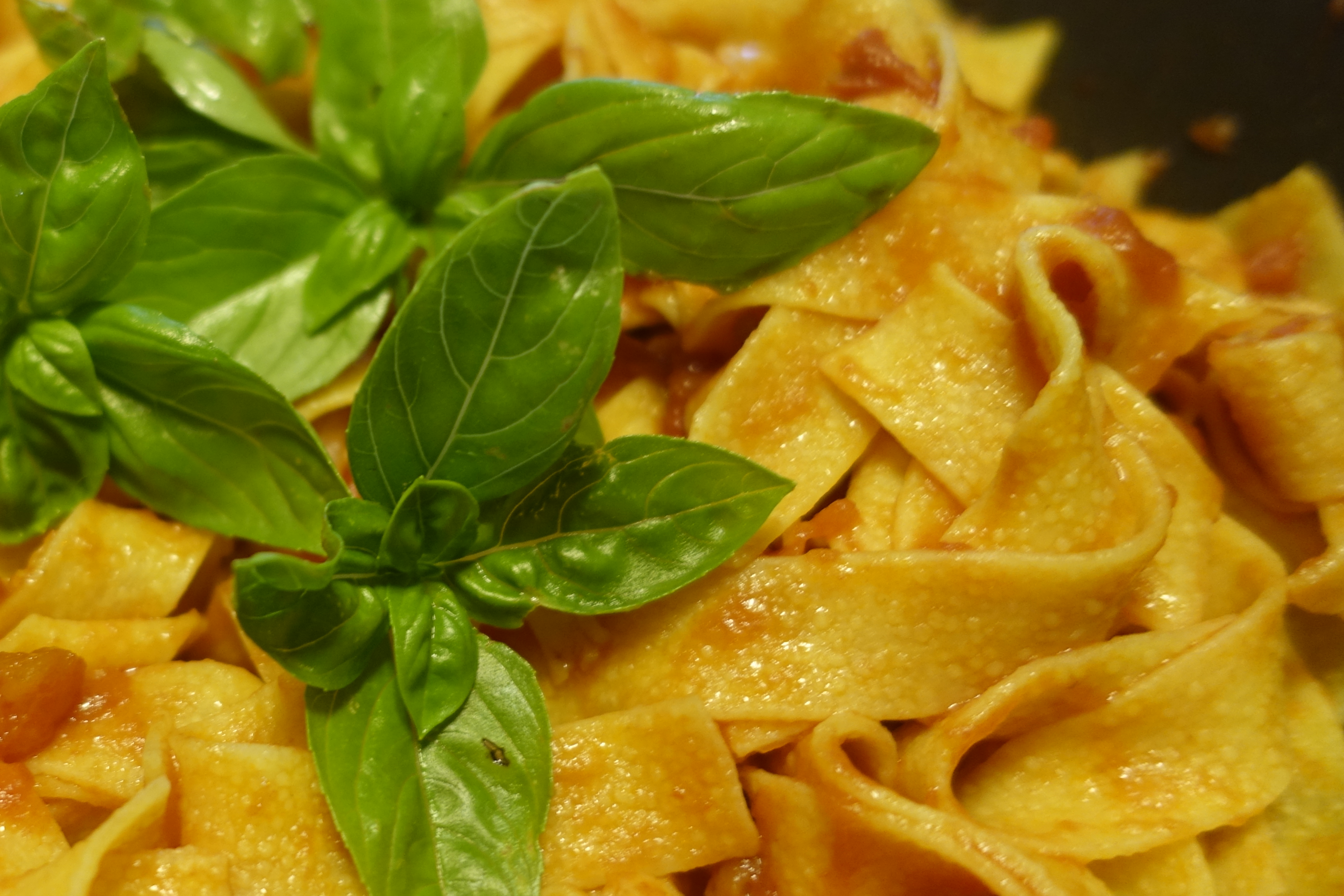
Pappardelle z pomidorami i bazylią

Szerokość pappardelle może wahać się od 2 do 4 cm (w zależności od regionu lub rodzinnych przepisów). Grubość ok. 0,8 mm, długość co najmniej 20 cm.
Ciasto składa się z mąki, jajek i soli. Typowe dla domowej tradycji ciasto jest rustykalne i szorstkie w dotyku. Makaron rozpowszechniony jest środkowych i północnych Włoszech, lecz najbardziej popularny w Toskanii. Jest łączony z potrawami o mocnym smaku: dziczyzna, zając, borowiki czy sosy na ich bazie dziczyzny.
W Romanii pappardelle mają ząbkowane brzegi (uzyskiwany przez krojenie ciasta specjalnym kółkiem zwanym speronellą) i tradycyjnie były gotowane tylko w bulionie mięsnym, użycie z różnymi sosami (w tym rybnymi) pojawiło się później.

## Historia
Ta większa wersja tagliatelle była spożywana we wschodniej Toskanii już w późnym średniowieczu, wspominana jest później w pismach z XIII wieku. Boccaccio wspomina o nim w Dekameronie (VIII, 3). W epoce renesansu wspomina o nich Pietro Aretino. W XVI wieku kucharz Domenico Romoli („Panunto”), autor książki kucharskiej „La singolar doctrina”, opisał je jako cienką, delikatną i miękką lasagne i umieścił florencką zupę pappardelle w menu dworów kardynalskich. Makaron był opisany w XIX-wiecznym słowniku włoskim (Dizionario Italiano) autorstwa Niccoló Tommaseo.